# Pocapaglia
Pocapaglia ist eine italienische Gemeinde in der Provinz Cuneo (CN), Region Piemont.

## Lage und Einwohner
Pocapaglia liegt rund 50 Kilometer nordöstlich von der Provinzhauptstadt Cuneo entfernt in der Region Roero. Teile der Rebflächen sind im Wein gleichen Namens zugelassen. Das Gemeindegebiet umfasst eine Fläche von 17,48 km² und hat 3314 Einwohner (Stand 31. Dezember 2023). Zur Gemeinde zählen auch die Fraktionen (Frazioni) America dei Boschi, Macellai, Saliceto und Tarable Pocapaglia. Im Weiler Macellai hat die Gemeinde Pocapaglia eine Bahnhaltestelle an der Bahnstrecke Alessandria–Cavallermaggiore.
Die Nachbargemeinden sind Bra, Monticello d’Alba, Sanfrè, Santa Vittoria d’Alba und Sommariva Perno.
Bevölkerungsentwicklung

## Geschichte

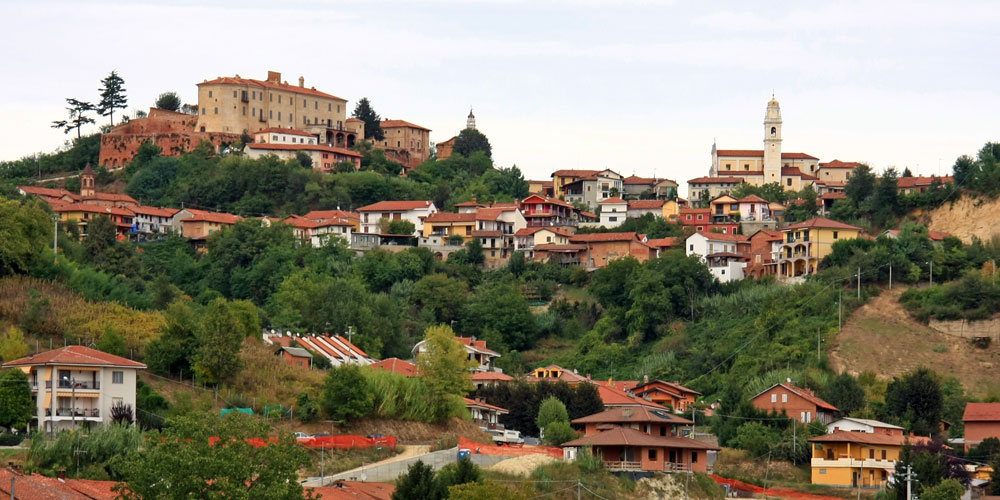
Panorama

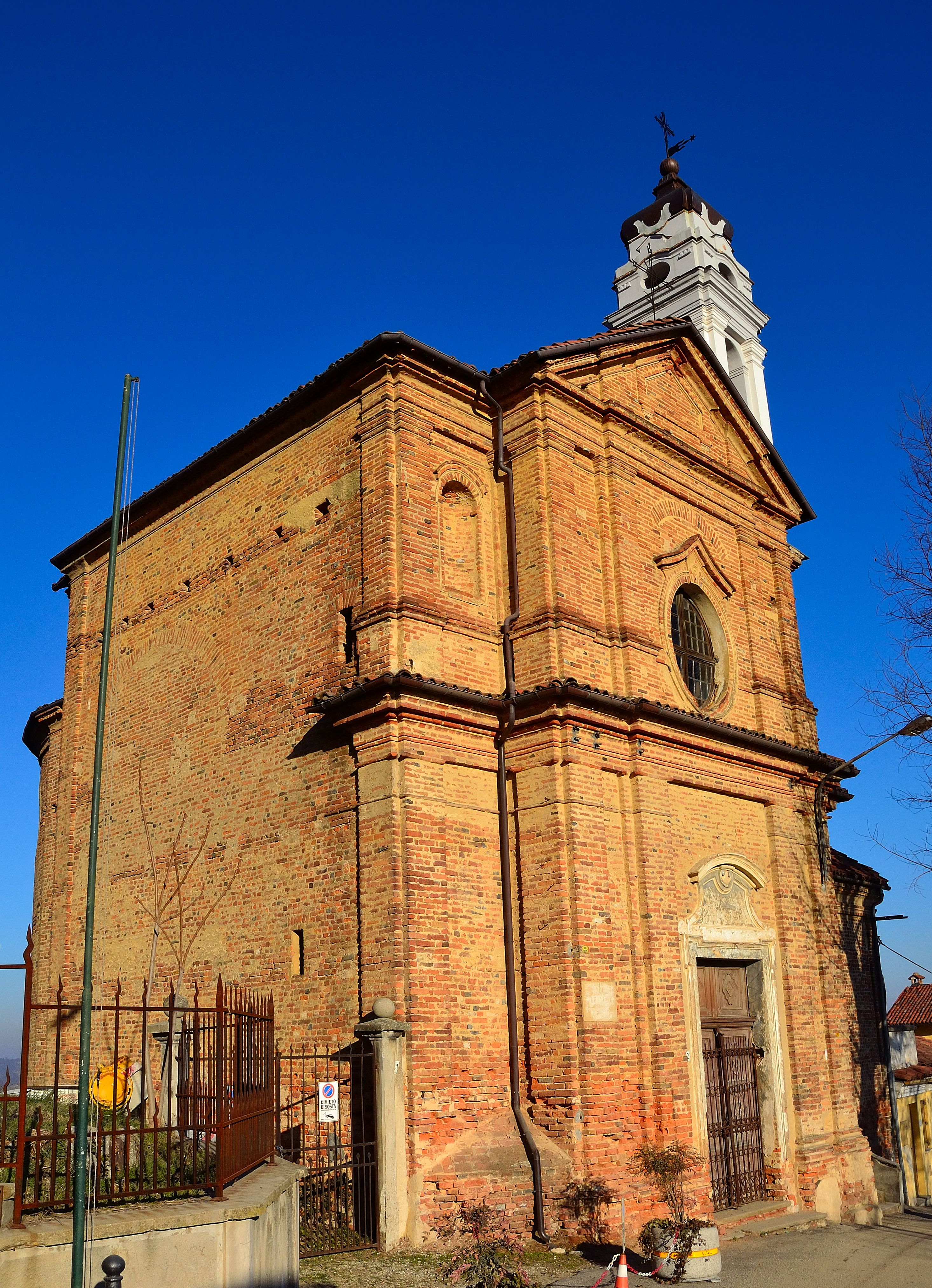
Kirche Sant'Agostino

Die Etymologie des Ortsnamens ist leicht zu identifizieren und wird durch mittelalterliche Zeugnisse bestätigt, die im Jahr 1197 mit „Paucapalea“ erscheinen, was auf eine geringe Produktivität des Landes oder ein geringes Höhenwachstum des Weizens aufgrund der Qualität des Standorts anspielt. Lehmig und die Lage an einem steilen Hang. Die Lage der Siedlung auf einem Hügel und eine Abbildung im „Codex Astensis“, in der der Ort von einer aus einer Palisade bestehenden Befestigung umgeben zu sein scheint, legen jedoch für einige Gelehrte nahe, dass „palea“ mit PALUS verbunden sein könnte, d. h. „palo“ und dass der erste Teil der Komposition eine Verfälschung eines älteren „rocca“, „roca“, war, von dem jedoch in der mittelalterlichen Dokumentation keine Spur mehr vorhanden ist.
Im Herzen des Roero-Gebietes und am Rande der Tanaro-Ebene sind die eindrucksvollen Hügel des Dorfes seit prähistorischen Zeiten ein idealer Ort für menschliche Siedlungen, wie die in der Gegend von Saliceto gefundenen Verbrennungsgräber belegen. In der Römerzeit wurde die Entwicklung der Siedlung, die inmitten der Roero-Festungen entstand, die hier ihre beeindruckendste, majestätischste und außergewöhnliche Schönheit erreichen, durch die Nähe von Pollenzo begünstigt.
Im frühen Mittelalter war es lange Zeit im Besitz der Abteien von Nonantola in der Gegend von Modena und Breme in der Lomellina, direkter Erbe der Valsusina-Abtei in Novalesa. Ab dem 12. Jahrhundert erscheint die Fehde mit den de Paucapalea, die dann ab 1304 an die Falletti von Alba übergeht.

## Sehenswürdigkeiten
- Pfarrkirche der Heiligen Georg und Donato, zwischen 1663 und 1666 erbaut. Im Innenraum mit großen Gemälden, Wandgemälden und einem wertvollen hölzernen Chor mit Intarsien geschmückt.
- Kirche Sant'Agostino. Im Barockstil gebaut
- Schloss, in dem noch Spuren des von den Falletti durchgeführten Wiederaufbaus zu sehen sind.
- Bei Pocapaglia wurde ein „Friedhof“ für berühmte Film- und Buchcharaktere eingerichtet, auf dem man Blumen ablegen und beten kann.[2]